# Marianne Rhodius

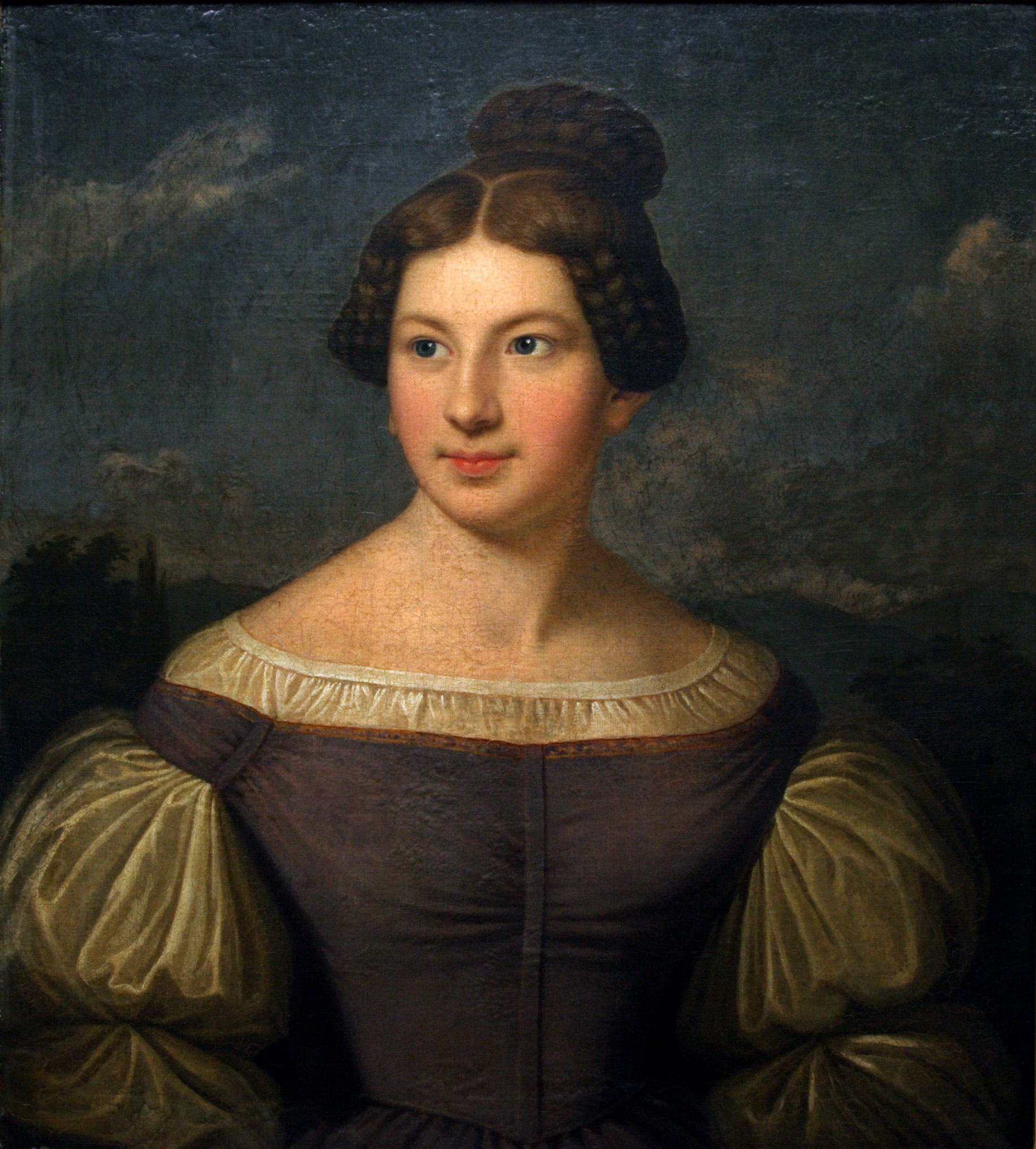
Marianne Rhodius in jungen Jahren

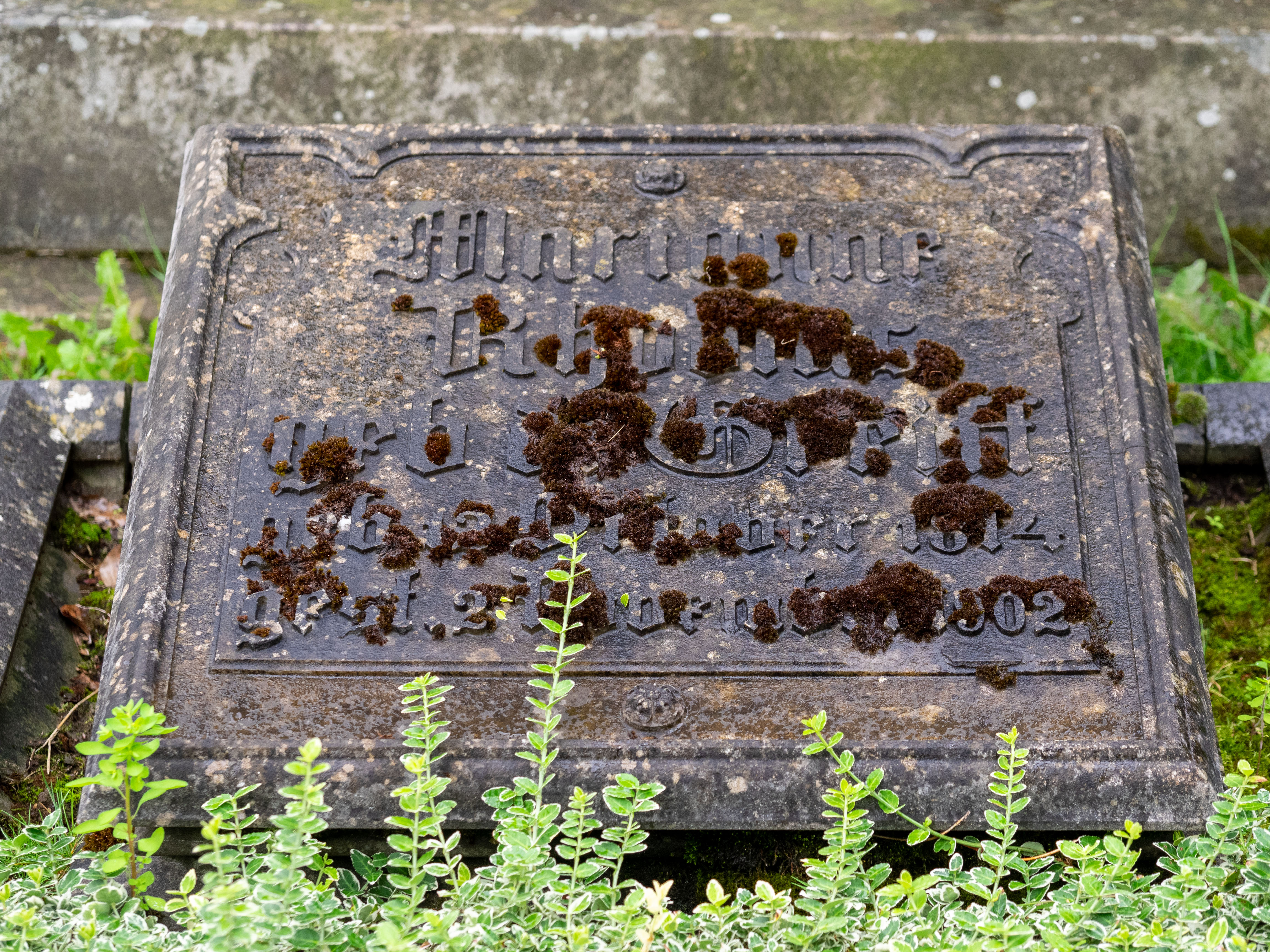
Grabstein Marianne Rhodius (Hauptfriedhof (Krefeld))

Marianne Rhodius (geboren als de Greiff; * 12. Oktober 1814 in Linn (damals Generalgouvernement Berg); † 2. November 1902 in Krefeld), Tochter von Johann Phillip de Greiff und Marianne de Greiff, geb. ter Meer, war eine wohlhabende Krefelder Bürgerin, die sich durch bedeutende Spenden zur Förderung der Wohlfahrt und Kultur einen Namen machte. Sie hinterließ beinahe ihr gesamtes Kapitalvermögen der Stadt Krefeld für wohltätige und gemeinnützige Zwecke.

## Leben
Marianne wuchs zusammen mit ihrer zwei Jahre jüngeren Schwester Emma im Jagdschlösschen der Burg Linn auf. 1835 heiratete sie den 11 Jahre älteren Christoph Eduard Rhodius, einen Kaufmann und Weinhändler aus Köln. Die Familien waren seit mehreren Jahren eng miteinander befreundet. Doch schon 1850 zog sie aus unbekannten Gründen wieder zu ihrem Vater nach Linn, wo sie wieder die meiste Zeit des Jahres im Jagdschlösschen wohnte. Marianne und Christoph Rhodius lebten in Gütertrennung, die Ehe wurde nie geschieden. Christoph Rhodius führte nur kurze Zeit den Weinhandel seines Vaters fort und setzte sich früh in Salburghoven nahe Salzburg zur Ruhe. Gelegentlich besuchte er seine Frau in Linn, hielt es dort aufgrund seines Gesundheitszustandes allerdings nie besonders lange aus. Auch wenn er nicht wirklich darauf angewiesen sein dürfte, wurde er von seiner Frau gelegentlich finanziell unterstützt. Christoph Rhodius starb 1873.
Als ihr Vater Philipp de Greiff 1862 starb, war ihre Mutter bereits seit 23 Jahren tot. Auch ihre Schwester Emma, verheiratet mit Eduard Mumm, war bereits verstorben. Somit wurde Marianne zur Universalerbin des gesamten Vermögens ihres Vaters, abgesehen von ein paar kleineren Legaten.
Nur ein Jahr später starb auch ihr Onkel, der ehemalige Seidenfabrikant Cornelius de Greiff. Da Cornelius de Greiff keine eigenen Nachkommen hatte, setzte er seine Nichte Marianne ebenfalls als Universalerbin ein. Sein Vermächtnis enthielt viele große Legate und großzügige Schenkungen, die Stadtgeschichte schrieben. Der Rest seines Vermögens, inklusive aller Immobilien fielen Marianne Rhodius zu.
Zu ihren vielen Besitztümern gehörte nun neben den Handelsfirmen ihres Vaters unter anderem auch Haus Greiffenhorst im Greiffenhorstpark, der Mühlenhof samt Mühle, der Drenekerhof und der Hausenhof in Linn, die Ländereien in der Elt sowie vor allem die Burg Linn mitsamt dem Jagdschlösschen. Letzteres war seinerzeit als Greiffenburg bekannt. Durch beide Erbschaften vergrößerte sich ihr Grundbesitz in Linn auf unglaubliche 2.553.205 m² (1.020 Morgen). Alte Linner Bürger erzählten damals, Linn gehöre der Frau Rhodius.
Aufgrund einer für ihren Stand bescheidenen Lebensweise konnte Marianne Rhodius den ererbten Reichtum weiter vermehren. Allerdings hatte sie mit dem ehemaligen Geschäftsführer ihres Onkels, Heinrich Friedrich Montandon, einen vorzüglichen und absolut loyalen Berater an ihrer Seite. Dennoch verstand sie auch ohne seine Hilfe sehr viel vom Umgang mit so viel Geld.
Ihr Onkel Cornelius de Greiff erregte bereits als Wohltäter Krefelds über die Stadtgrenzen hinweg großes Aufsehen. Und auch seine Mutter war als Wohltäterin bekannt und gründete aus privaten Mitteln die Crefelder Krankenanstalten, dem heutigen Krefelder Klinikum, neuerdings im Besitz der Helios Klinken. Laut seinem Testament wurde ein Komitee zur Durchsetzung seiner testamentarischen Interessen mit von ihm benannten Personen eingerichtet. Marianne Rhodius versuchte bis zuletzt diese Interessen zu beherzigen, mit denen sich die Stadt Krefeld und das Komitee bisweilen sehr schwer taten. Schon zu Lebzeiten spendete sie aus ihrem Vermögen 4.500.000 Goldmark (entspricht heute zwischen 41 Mio. und 80 Mio. Euro) für die Wohlfahrt. Marianne Rhodius, selbst Mennonitin, setzte sich gegen große Widerstände für den Bau der Synagoge in Linn ein, wofür ihr Vater kurz vor seinem Tod ein Legat von 8.000 Talern ausgesetzt hatte. Für den Bau des Kaiser-Wilhelm-Museums trug sie 100.000 Mark zur Finanzierung bei und unterstützte unter anderem auch die Dichterin Elise Polko finanziell in Form von zinslosen Darlehen oder Schenkungen.
Dem Testament ihres Onkels zufolge sollte ein Verpflegungshaus für bedürftige arbeitslose Männer über 65 Jahren eingerichtet werden. Hierfür stiftete Cornelius de Greiff 50.000 Taler. Die gleiche Summe stiftete er noch einmal für die Verpflegung bedürftiger Frauen im gleichen Alter. Dieses verursachte jedoch einige Schwierigkeiten zwischen der Stadt Krefeld und dem Komitee, welches allein über die Verwendung des hierfür vorzusehenden Geldes zu entscheiden hatte. Ein Ausweg schien zu sein, Frau Rhodius um die Überlassung der leerstehenden ehemaligen Fabrikgebäude, das Kontor der Firma „Cornelius und Johannes Floh“ ihres Onkels, zu bitten, um hier eine solche Institution einzurichten. Marianne Rhodius entsprach der Bitte und fortan war an der Königsstraße in Krefeld das Corneliusstift als Heim für mittellose und bedürftige alte Menschen bekannt.

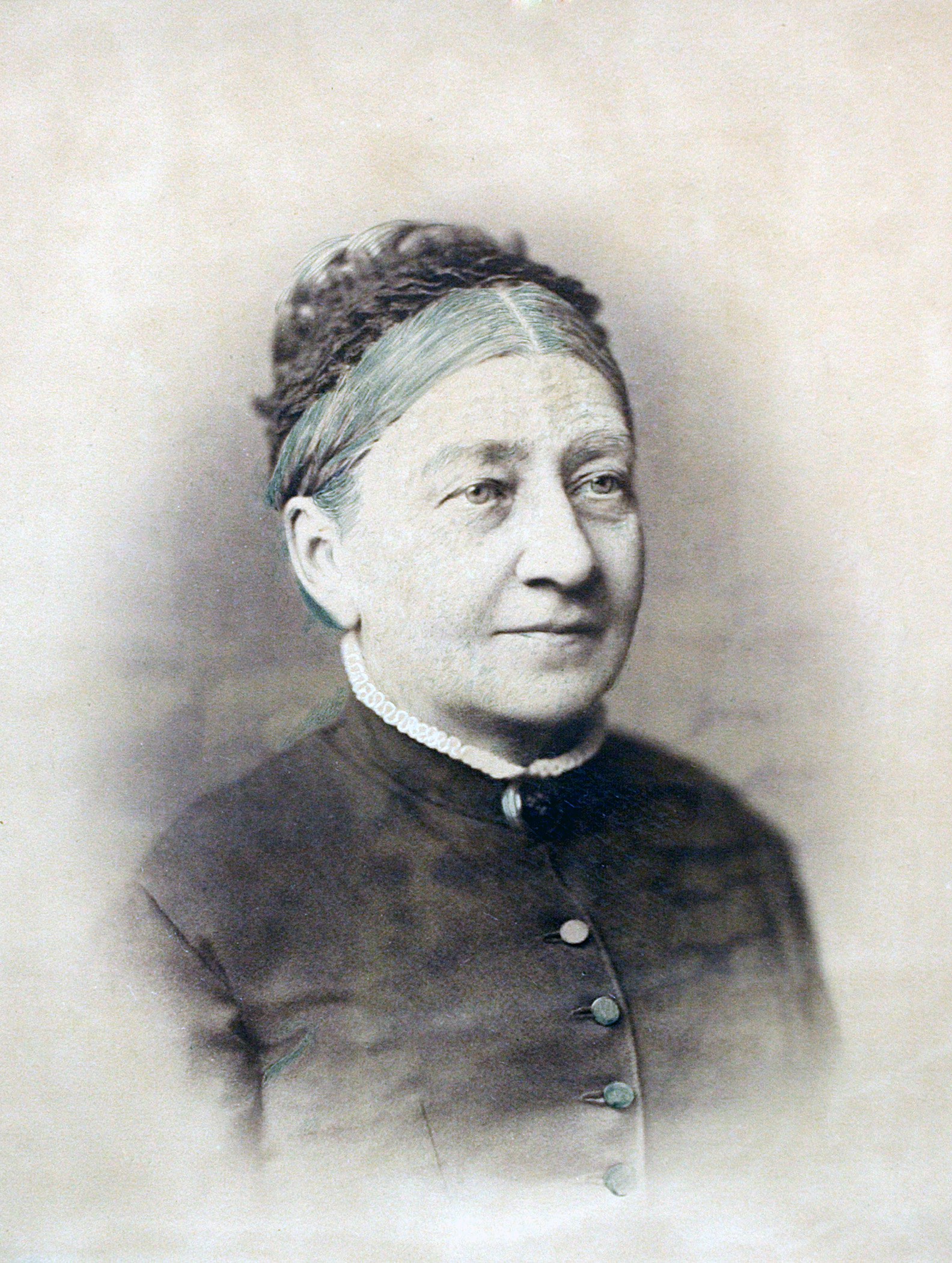
Marianne Rhodius 1900

Für die damalige Zeit war es insgesamt eine Summe, welche bis dahin in Deutschland noch nicht aus privaten Vermögen für wohltätige Zwecke gestiftet worden war.
Marianne Rhodius bewohnte die Greiffenburg meist nur im Sommer. Als erste Krefelder Bürgerin ließ sie sich dort ein privates Badezimmer einbauen, von welchem heute in einem nicht öffentlichen Teil des Schlosses so gut wie nichts mehr erhalten ist. Die Winter sowie ihre letzten Lebensjahre verbrachte Marianne Rhodius jedoch in ihrem Stadthaus in der Friedrichstraße 18 in Krefeld, wo sie 1902 im Alter von 88 Jahren verstarb.
Ihr Grab befindet sich noch heute auf dem alten Teil des Krefelder Hauptfriedhofs (Feld C, Nr. 65–88) und wird von der Stadt Krefeld als Ehrengrab erhalten.

## Nachlass
Wie schon ihr Onkel zuvor blieb auch Marianne Rhodius kinderlos. Und wie auch ihr Onkel erwies sie sich als großzügige Spenderin. Und wie auch das Testament ihres Onkels erregte ihres sehr viel Aufsehen. 1.800.000 Mark (ca. 16,4 Mio. Euro) flossen in die Stiftung „Cornelius de Greiff'scher Unterstützungsfonds“ für Bedürftige und Arme. Bewusst wählte sie diesen Titel und nicht ihren eigenen Namen um das Andenken an ihren Onkel Cornelius de Greiff zu bewahren, welchem sie den Großteil ihres eigenen Wohlstandes zu verdanken hatte. Und ebenso bewusst verzichtete sie hier auf eine Zweckbindung, wohl in schlechter Erinnerung an die schwierige Ausführung des Testamentes ihres Onkels zuvor. Das Städtchen Linn wurde mit 100.000 Mark für den Bau eines Krankenhauses bedacht. Sämtliche Darlehen unter 3.000 Mark wurden den Schuldnern erlassen, womit sie effektiv sehr viele Menschen nicht nur in Linn direkt erreichte. Die Linner Besitztümer vermachte sie ihrer Cousine Maria Schelleckes, einer geborenen Wortmann, welche sie als ihre Universalerbin einsetzte.
Maria Schelleckes lebte mit ihrem Ehemann Conrad Schelleckes auf der Greiffenburg in Linn. Greiffenburg, Haus Greiffenhorst sowie die vier Bauernhöfe in Linn samt ihren zugehörigen Liegenschaften verkaufte der mittlerweile verwitwete Conrad Schelleckes 1928 für 506.000 Mark an die Stadt Krefeld, welche ihm im Gegenzug ein lebenslanges Wohnrecht auf der Burg Linn einräumte.
Durch die Wirren während zwei Weltkriegen, zwei Inflationen und der Raffgier der Nationalsozialisten ist heute von dem Geld der Stiftung „Cornelius de Greiff'scher Unterstützungsfonds“ nichts mehr übrig geblieben. Es existiert dem Namen nach noch heute ein Cornelius-de-Greiff-Stift als Seniorenheim in Krefeld, welches allerdings längst nicht mehr auf das Vermächtnis seines Namensgebers zurückgreifen kann.
Zu Ehren Marianne Rhodius wurde im Jagdschlösschen, heute dem Museumszentrum Burg Linn zugehörig, das Marianne-Rhodius-Zimmer benannt, in welchem sich neben den hier dargestellten Bildern mit ihrem Porträt unter anderem auch Mobiliar aus ihrem Besitz befindet. Das Gemälde fertigte die zu ihrer Zeit sehr gefragte Portraitmalerin Caroline Bardua um 1835 an und zeigt Marianne Rhodius in jungen Jahren. Bardua war eine Schülerin von Gerhard von Kügelgen.
Nach Marianne Rhodius wurde 1956 in Krefeld die damalige „Marianne-Rhodius-Realschule für Mädchen“ am Kaiserplatz benannt, die heute eine Gesamtschule ist und offiziell nicht mehr ihren Namen trägt.
Auch eine Straße in Krefeld wurde nach ihr benannt.